# Петровка (Тарский район)
Петровка — село в Тарском районе Омской области России. Входит в состав Литковского сельского поселения.

## История
Основано в 1880 г. В 1928 г. состояло из 28 хозяйств, основное население — русские. Центр Петровского 2-го сельсовета Екатерининского района Тарского округа Сибирского края.

## Население
| 1926 | 2002 | 2010 |
| ---- | ---- | ---- |
| 127  | ↘90  | ↘51  |